# Radomno (przystanek kolejowy)
Radomno – zamknięty przystanek osobowy i ładownia a dawniej stacja kolejowa w Radomnie na linii kolejowej nr 251, w powiecie nowomiejskim, w województwie warmińsko-mazurskim, w Polsce.